# Мачевалачки систем Дамњановић
Мачевалачки систем „Дамњановић" је школа српске борбене сабље коју је покренуо мачевалац Дејан Дамњановић.

## Историја
Мачевалачки систем „Дамњановић“ створио је 2004. године мачевалац Дејан Дамњановић, као резултат свог искуства у западној и источној традицији мачевања, као и истраживања војних мачевалачких система Краљевине Србије из периода до 1918. године.

## Оружје и опрема
Оружје које се користи у мачевалачком систему „Дамњановић“ је пешадијска сабља. За вежбање овог система користи се спортска сабља. За вежбање форми и сечења користи се право оружје. У изведеним формама, у којима се бајонет супротставља сабљи, користи се копија пушке са бајонетом, израђена од дрвета, дужине од 140 цм или више.
Заштитна маска, горњи део одела и рукавице исти су као и у спортском мачевању. Одећа се састоји од црних војничких панталона и црне мајице са кратким рукавима, која се носи испод горњег дела заштитног одела. Ова одећа није у вези са рангом и звањем особе која је носи. Сви користе исту опрему и носе исту одећу.

## Техника
Постоје две основне поделе технике, према врсти технике и према иницијативи извођења.
Према врсти технике, техника се дели на:
- основну технику - ставови, засеци и убоди и блокови,
- примењену технику,
- форме - три дефинисане борбене ситуације,
- технике сечења,
- борбе и
- додатне технике - техника ножних бацања.

Према иницијативи извођења, технике се деле на:
- нападачку технику,
- нападачку технику са отклоном,
- одбрамбену технику и
- преузимајућу технику.

Засека и убода овде има осам. Заправо, постоји један убод (са две подваријанте) и седам засека. Засеци су: (1) централни засек, (2) леви доњи дијагонални засек, (3) десни доњи дијагонални засек, (4) леви горњи дијагонални засек, (5) десни горњи дијагонални засек, (6) леви бочни засек и (7) десни бочни засек.
Блокова овде има пет: (1) горњи блок, (2) десни средњи блок, (3) леви средњи блок, (4) десни доњи блок и (5) леви доњи блок.